# Jean-Claude Watrin
Pour les articles homonymes, voir Watrin.
Jean-Claude Watrin est un auteur-compositeur-interprète belge né à Saint-Mard le 24 avril 1951.

## Biographie
Après des études secondaires gréco-latines à l'Athénée royal de Virton, Jean-Claude Watrin obtient une licence en sciences politiques et diplomatiques de l'Université libre de Bruxelles en 1974.
Agrégé de l’enseignement supérieur, il travaille durant un an à l'Institut supérieur d'études sociales de l'État à Bruxelles, puis rentre en Gaume, où il commence une carrière de professeur de morale à l'Institut technique d'Izel. C'est à cette époque que, s'accompagnant à la guitare, il fait ses premiers pas de chanteur, en français, mais aussi dans le dialecte gaumais, au sein de la troupe de cabaret « La Battardelle », en première partie d'une tournée des Compagnons d'Athéna, troupe théâtrale de l'Athénée royal de Virton, puis avec le groupe de cabaret Trois Fois la Gaume.
Sa véritable carrière dans la chanson débute le 10 juin 1977, quand il remporte le Grand Prix de la Chanson wallonne, avec Tchanson don taps ousqui fayout bon viqui, qui deviendra Gamins des tchamps, succès qui lui permet de signer un contrat discographique avec IBC-EMI Belgium et d'enregistrer trois albums : Chansons pour la Gaume (1978), L'Ouvrier du chapeau (1980) et Marie-Hélène (1982), avec la complicité des auteurs Claude Raucy et Joseph Collignon.
En octobre 1982, Marie-Hélène, chanson qui donne son nom au troisième album, lui vaut les  honneurs de Champs-Élysées, émission présentée par Michel Drucker. Jean-Claude Watrin est l'un des premiers et rares chanteurs belges à avoir eu l'honneur d'être reçu par le célèbre animateur d'Antenne 2 (ex-France 2).
En 1982 encore, après 18 mois d'objection de conscience et de service civil, puis deux années de congé pour convenance personnelle, il  démissionne de son poste de professeur de morale.
Délaissant quelque peu le dialecte gaumais, la guitare acoustique et l’accordéon au profit de sa langue maternelle et des synthétiseurs, il sort encore deux albums (chez Franc'Amour) après la disparition de la firme IBC-EMI Belgium : Hôtel (1985) et Rendez-vous (1989).
En 1986, il est sélectionné pour la finale belge du Concours Eurovision de la chanson avec Au-delà de nos rêves, spécialement gravée sur un disque 45 tours.
En novembre 1989, affecté par la démobilisation de nombreux acteurs culturels dans les sphères du disque et du spectacle à l’égard de la chanson dite « à texte », il décide de mettre un terme à sa carrière d’auteur-compositeur-interprète.
Dès 1989, tout en menant conjointement une activité de correspondant sportif au quotidien La Meuse, il réintègre l'enseignement et ne tarde pas à retrouver un emploi de professeur de cours philosophiques. Il a aussi été nommé dans un athénée royal du Centre-Ardenne ainsi que dans l’établissement gaumais où il a effectué ses études secondaires.

## Discographie
- 1978 : Chansons pour la Gaume, 33 tours
- 1978 : Survivre à Couvin, 33 tours collectif
- 1980 : Jean-Claude Watrin chante pour les enfants, 45 tours avec la Maison des Grillons de Saint-Remy
- 1980 : L'Ouvrier du chapeau, 33 tours et 45 tours
- 1982 : Marie-Hélène, 33 tours et 45 tours
- 1985 : Paroles d'enfants, 33 tours collectif
- 1985 : Hôtel, 33 tours
- 1985 : Au-delà de nos rêves, 45 tours
- 1989 : Rendez-vous, 33 tours